# Bangarang (canción de Skrillex)
«Bangarang» (pronunciado Bangarangⓘ en inglés estadounidense) es una canción del disc jockey y productor estadounidense Skrillex, con la colaboración de la cantante de rap Sirah. Está considerado como uno de los sencillos de "Brostep" más exitosos comercialmente hasta la fecha , ingresando en las listas musicales de los Estados Unidos, Reino Unido, Australia, Austria, Bélgica, Noruega, Nueva Zelanda, y Suecia, entre otros. El video musical fue dirigido por Tony Truand y fue estrenado el 16 de febrero de 2012 a través de la cuenta oficial en YouTube.
El título de la canción hace referencia a la película de 1991, Hook en la que los niños perdidos usan "Bangarang!" como grito de guerra. Según la revista Rolling Stone fue considerada como la 22º mejor canción del año 2012. La canción ganó el Premio Grammy en 2013, en la categoría Mejor grabación dance.

## Vídeo musical
Un vídeo musical de la canción fue estrenado a través de YouTube el 16 de febrero de 2012. Dicho vídeo fue dirigido por Tony Truand. Inicia con tres jóvenes robando un camión de helados. Durante el robo, accidentalmente le amputan la mano al conductor del camión. Momentos después se muestran a los jóvenes disfrutando del botín menos el que al parecer es el líder sintiendo repugnancia por el helado. El vídeo a continuación, los muestra como adultos emboscando a un grupo que recién había robado una gran cantidad de dinero, golpeando a los maleantes y escapando con el dinero en la furgoneta. El video termina con uno de ellos (El jefe) comprando el mismo helado al conductor del camión, dejándole uno de los maletines con dinero, aparentemente por remordimiento por lo que le hizo a su mano hace años. A medida que el hombre se va, finalmente disfruta el helado que no podía comer años antes, él agita la mano en señal de despedida al conductor mientras éste abre el maletín. El conductor hace el mismo gesto con su garfio, y parece darse cuenta de que el hombre es el niño de años anteriores.

## Desempeño comercial
La canción fue un éxito en varios países, como Australia, Austria, Bélgica, Canadá, Finlandia, Francia, Países Bajos, Noruega, Nueva Zelanda, Suecia, Escocia, Reino Unido y los Estados Unidos, la cual debutó en el puesto cuatro en la lista Bubbling Under Hot 100, debido a la fuerte influencia de las descargas digitales. Posteriormente logró ingresar en la lista Billboard Hot 100, debutando en el puesto 95 y alcanzando luego el puesto número 72, permaneciendo 20 semanas en el mismo. En Australia, la canción se ha convertido en un éxito comercial, alcanzando el top 5 en la lista ARIA y pasando más de 20 semanas dentro del top 50. Recibió un cuádruple disco de platino otorgado por la Australian Recording Industry Association. La canción llegó a vender más de un millón de copias en los Estados Unidos hasta enero de 2013.

## Legado

### Aparición enDeadpool 2
«Bangarang» hizo aparición en Deadpool 2, película estrenada el 10 de mayo de 2018. Esta suena cuando, en el largometraje, Wade Wilson está luchando contra Cable en Ice Box, una prisión exclusiva para mutantes. En dicha pelea, Deadpool pregunta si la música dubstep todavía existe y, tras una respuesta despectiva de parte de Cable, Deadpool dice la frase “You sure you're not from the DC Universe? I love dubstep!” (en español: ¿Estás seguro que no eres del Universo DC? Amo el dubstep) y el sencillo de Moore comienza a sonar.

## Posición en listas y certificaciones
| Lista (2012)                                | Mejor posición |
| ------------------------------------------- | -------------- |
| Alemania (Media Control AG)                 | 55             |
| Australia (ARIA)                            | 4              |
| Austria (Ö3 Austria Top 40)                 | 25             |
| Bélgica (Flandes) (Ultratop 50)             | 9              |
| Bélgica (Valonia) (Ultratip Bubbling Under) | 9              |
| Canadá (Hot 100)                            | 26             |
| Escocia (The Official Charts Company)       | 24             |
| Estados Unidos (Billboard Hot 100)          | 72             |
| Finlandia (Suomen virallinen lista)         | 12             |
| Francia (SNEP)                              | 63             |
| Irlanda (IRMA)                              | 50             |
| Noruega (VG-lista)                          | 16             |
| Nueva Zelanda (Recorded Music NZ)           | 14             |
| Países Bajos (Mega Single Top 100)          | 59             |
| Reino Unido (UK Singles Chart)              | 24             |
| Reino Unido (UK Dance Chart)                | 3              |
| Suecia (Sverigetopplistan)                  | 24             |
| Suiza (Schweizer Hitparade)                 | 61             |

| País          | Lista (2012)                | Posición |
| ------------- | --------------------------- | -------- |
| Australia     | ARIA Singles Chart          | 21       |
| Austria       | Austrian Singles Chart      | 74       |
| Bélgica       | Ultratop flamenca           | 67       |
| Canadá        | Canadian Hot 100            | 74       |
| Nueva Zelanda | RIANZ Charts                | 34       |
| Reino Unido   | The Official Charts Company | 73       |
| Suecia        | Sverigetopplistan           | 44       |

### Certificaciones
| País           | Organismo certificador | Certificación | Ventas  | Ref.   |
| -------------- | ---------------------- | ------------- | ------- | ------ |
| Australia      | ARIA                   | 4× Platino    | 280 000 | [ 9 ]  |
| Bélgica        | BEA                    | Oro           | 15 000  | [ 40 ] |
| Estados Unidos | RIAA                   | Platino       | 1 000   | [ 41 ] |
| Italia         | FIMI                   | Oro           | 25 000  | [ 42 ] |
| México         | AMPROFON               | Platino       | 60 000  | [ 43 ] |
| Nueva Zelanda  | RIANZ                  | Platino       | 15 000  | [ 44 ] |
| Reino Unido    | BPI                    | Oro           | 400 000 | [ 45 ] |
| Suecia         | IFPI Suecia            | Platino       | 40 000  | [ 46 ] |